# ورود طغرل سلجوقی به بغداد
ورود طغرل بیک به بغداد رخدادی سرنوشت‌ساز در تاریخ سرزمین‌های اسلامی بود که در سال ۴۴۷ قمری برابر با ۱۰۵۵ میلادی روی داد. با ورود طغرل بیک، بنیادگذار دودمان سلجوقی، به بغداد، فرمانروایی پوشالی خلیفه عباسی ناتوان‌تر شد و دورهٔ تازه‌ای از پشتیبانی دودمان‌های مسلمان از خلافت اسلامی آغاز شد.

## زمینه
در میانه‌های سدهٔ چهارم هجری، خلافت عباسی به دست امیران آل بویه افتاده بود و خلیفه، تنها نامی از فرمانروایی داشت. فرمانروایی آل بویه با کشمکش‌های درونی و شورش‌های گوناگون روبه‌رو بود. از سوی دیگر، سلجوقیان که از خاستگاه ترکمانان فرارود برخاسته بودند، توانسته بودند در زمان کوتاهی بخش‌های بزرگی از ایران را زیر فرمان آورند.
خلیفه القائم بامرالله که از فشار امیران بویی به ستوه آمده بود، به طغرل بیک نامه نوشت و از او درخواست یاری کرد. طغرل بیک که خود خواهان روا بودن دینی برای فرمانروایی خویش بود، این درخواست را به فال نیک گرفت.

## جایگاه حمدانیان
در هنگام ورود طغرل بیک به بغداد، بازماندگان حمدانیان که پیشتر در موصل و دیاربکر فرمانروایی داشتند، نقشی ناچیز ولی برجسته در رخدادهای پیرامونی بازی کردند. شماری از سران حمدانی که از چیرگی آل بویه ناخشنود بودند، به هواداری از خلیفه عباسی و طغرل بیک پرداختند. پشتیبانی آنان زمینه را برای پذیرش آسان‌تر طغرل بیک در نزد مردم بغداد هموار ساخت.

## بساسیری
در سال‌های پیش از ورود طغرل بیک به بغداد، ارسلان بساسیری، سردار ترک‌نژاد و از کارگزاران آل بویه، کوشید با پشتیبانی فاطمیان مصر خلافت عباسی را براندازد. بساسیری که کنترل بخش‌هایی از عراق از جمله واسط و کوفه را در دست داشت، در بغداد نیز آشوب‌هایی به راه انداخت. با رسیدن طغرل بیک به بغداد و سرکوب نیروهای بساسیری، خطر او از سر خلافت عباسی دور شد و جایگاه القائم بامرالله استوار گردید.

## چگونگی ورود به بغداد
طغرل بیک پس از سامان دادن به کارهای خراسان و عراق عجم، در سال ۴۴۷ قمری به سوی بغداد روانه شد. سپاه او بدون درگیری سختی، بغداد را گشود. امیران بویی، از جمله ملک رحیم، دستگیر و برکنار شدند.
با ورود طغرل بیک به بغداد، او در مسجد جامع شهر به نام خلیفه خطبه خواند و رسماً پشتیبان خلافت شناخته شد. خلیفه القائم نیز به پاس این یاری، او را با فرنام «رکن‌الدین» ستود.

## پیامدها
ورود طغرل بیک به بغداد پایان چیرگی آل بویه بر دستگاه خلافت بود و پایه‌های دولت سلجوقیان را استوار ساخت. از این پس، خلیفه عباسی نقش دینی و آیینی خویش را نگه داشت، ولی فرمانروایی راستین در دست سلجوقیان افتاد.
ورود طغرل بیک همچنین سرآغاز دوره‌ای از شکوفایی و آبادانی در جهان اسلام شد که در سایهٔ آرامش سیاسی فراهم آمد.

## بن‌مایه
1. ↑  Busse, Heribert. Chalif und Sultan: Zur Umarbeitung des abbasidischen Khalifats durch die Buyiden und Seljuqen. Beirut: Franz Steiner Verlag, 1969. صص. ۲۴۵–۲۴۷.
2. ↑  Bosworth, C.E. "The Political and Dynastic History of the Iranian World (A.D. 1000–1217)," in: The Cambridge History of Iran, Volume 5, ed. J.A. Boyle. Cambridge: Cambridge University Press, 1968. ص. ۱۶۱.
3. ↑  Kennedy, Hugh. The Prophet and the Age of the Caliphates: The Islamic Near East from the Sixth to the Eleventh Century. London: Longman, 1986. ص. ۲۹۳.
4. ↑  Canard, Marius. "al-Basāsīrī," in: The Encyclopaedia of Islam, New Edition, Vol. 1. Leiden: Brill, 1960. ص. ۱۰۶۴.
5. ↑  Gibb, H.A.R. The Encyclopaedia of Islam, New Edition, Vol. 10. Leiden: Brill, 2000. ص. ۶۲۷.
6. ↑  Lambton, Ann K.S. Continuity and Change in Medieval Persia. Albany: State University of New York Press, 1988. ص. ۹۴.

- Busse, Heribert. Chalif und Sultan: Zur Umarbeitung des abbasidischen Khalifats durch die Buyiden und Seljuqen. Beirut: Franz Steiner Verlag, 1969.
- Bosworth, C.E. "The Political and Dynastic History of the Iranian World (A.D. 1000–1217)," in: The Cambridge History of Iran, Volume 5, ed. J.A. Boyle. Cambridge: Cambridge University Press, 1968.
- Gibb, H.A.R. The Encyclopaedia of Islam, New Edition, Vol. 10. Leiden: Brill, 2000.
- Lambton, Ann K.S. Continuity and Change in Medieval Persia. Albany: State University of New York Press, 1988.